# 크로스 파테

크로스 파테(cross pattée)는 바깥으로 갈수록 팔이 넓어지고 중심으로 갈수록 좁아지는 십자 문양이다.
중세 초기부터 나타나며, 템플 기사단의 상징으로 사용되는 등 다양하게 사용되었다. 독일군의 상징인 철십자도 크로스 파테의 일종이다.

## 크로스 파테의 변형

철십자. 중심에서 팔끝까지 만곡 변화가 완만하게 계속 이어지는 변형.
만곡이 덜한 변형. 여기에 막대 십자처럼 바깥 선을 덧대면 현대 독일 연방군의 철십자가 된다.
십자팔 끝이 둥근 변형. "알리즈"(alésée)라고도 한다.
십자 팔이 삼각형이며 전체적으로 정사각형에 가까운 변형.
십자 팔이 삼각형이나 전체 모양이 정사각형이라 할 수는 없는 변형
중심 근처에서는 보통 십자처럼 십자팔이 평행하고 바깥쪽만 넓어지는 변형. 템플 기사단의 상징.